# Ирена Дунева
Ирена Дунева е българска състезателка по спортна акробатика.
Родена е в Долна Митрополия, област Плевен. Завършва с отличие Средно спортно общообразователно училище „Георги Бенковски“, Плевен.
Носителка е на медали от световни и европейски първенства по спортна акробатика в дисциплината женска тройка, заедно с Нина Дудева и Жана Михайлова, състезавали се за „Спартак“ (Плевен).